# Federico Usandizaga
Federico Usandizaga, né le 8 novembre 1971, est un joueur professionnel de squash représentant l'Argentine. Il atteint en novembre 1995 la 20e place mondiale sur le circuit international, son meilleur classement. Il est médaille d'argent par équipes en squash aux Jeux panaméricains en 1995.

## Palmarès

### Finales
- Open de Colombie : 1995